# Cisterna do quilo

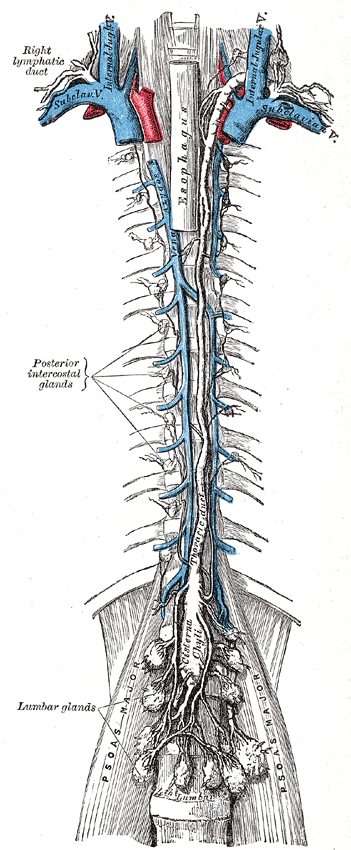
Localização da cisterna do quilo (Cisterna chyli) na frente das primeiras vértebras lombares (L1 e L2) e atrás da aorta abdominal.

Cisterna do quilo ou Cisterna de Pecquet é uma "bolsa" no abdômen por onde fluem a linfa de três vasos linfáticos: tronco intestinal, tronco lombar esquerdo e tronco lombar direito. Forma o início do sistema linfático principal, o ducto torácico, que transporta linfa e quilo do abdômen até a junção da veia subclávia esquerda com as veias jugulares internas.
Recebe produtos da digestão de lipídios do intestino. É o maior tronco de drenagem de vasos linfáticos do corpo.
A cisterna do quilo situa-se posterior à aorta abdominal sobre o aspecto anterior dos corpos das primeira e segunda vértebras lombares.

## Imagens adicionais

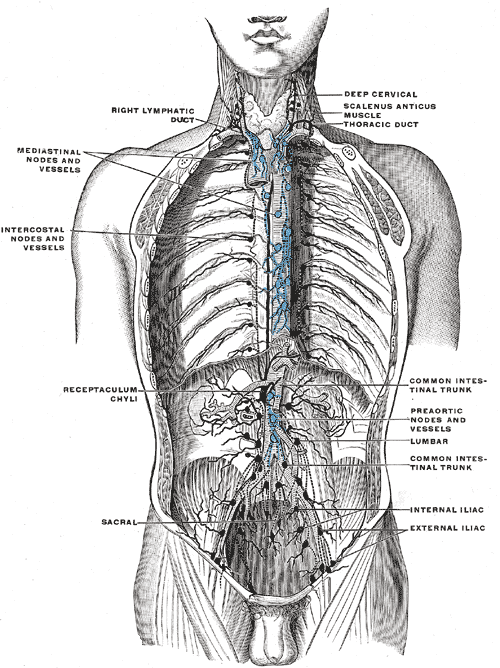
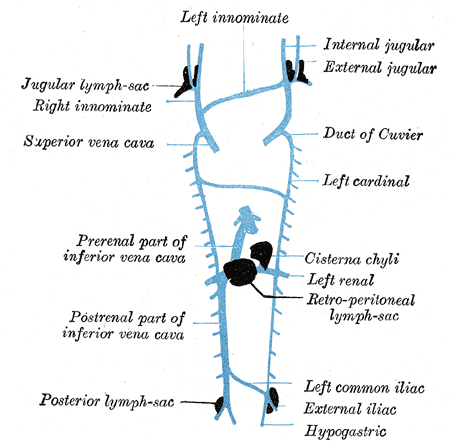
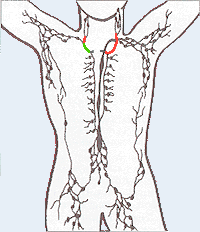